# Syndrome maculaire
 (avril 2020).
Si vous disposez d'ouvrages ou d'articles de référence ou si vous connaissez des sites web de qualité traitant du thème abordé ici, merci de compléter l'article en donnant les références utiles à sa vérifiabilité et en les liant à la section « Notes et références ».
 Mise en garde médicale
Le syndrome maculaire est un ensemble de symptômes ayant pour origine une atteinte maculaire. Il peut être aigu (c'est alors une urgence ophtalmologique) ou chronique (c’est-à-dire survenir plus progressivement).

## Symptômes
1. Baisse d'acuité visuelle surtout de près
2. Métamorphopsies : le patient voit les lignes déformées. Ce symptôme est mis en évidence grâce à la grille d'Amsler.
3. Scotome : absence ou diminution de perception visuelle dans une partie du champ visuel (central dans le cas présent).
4. Dyschromatopsie, modification de la perception des couleurs : xanthopsie (vision en jaune le plus souvent)
5. Micropsie : le patient voit les objets plus petits qu'ils ne sont.
6. Éblouissement à la lumière : mis en évidence en faisant passer le patient d'un milieu sombre à un endroit plus éclairé.
7. Diminution de la sensibilité aux contrastes : le patient se plaint de moins bien voir le contour des objets.

## Causes

### Sujet jeune

#### Forme aigüe
1. La Choriorétinopathie séreuse centrale (CRSC)[1] et l'épithéliopathie rétinienne diffuse (ERD)
2. Néovaisseaux choroïdiens (NVC)
  1. NVC du myope fort 62 %
  2. NVC idiopathique du sujet jeune 17 %
  3. NVC de la choriorétinite multifocale (CMF) 12 %
  4. NVC des stries angioïdes 5 %
  5. NVC post-traumatique (après rupture de la membrane de Bruch)
  6. NVC post-maladie inflammatoire (toxoplasmose)

#### Forme chronique
1. Maladie de Best
2. Maladie de Stargardt
3. Dystrophie des cônes
4. Sclérose aréolaire centrale
5. Rétinoschisis juvénile
6. Drusens dominants[2]

Voir également l'achromatopsie : absence totale de fonctionnement des cônes, donc de la macula, absence totale de vision des couleurs, acuité visuelle réduite, forte photophobie, et nystagmus.

### Sujet âgé

#### Forme aiguë
1. Dégénérescence maculaire liée à l'âge exsudative avec NV visibles (NVV) ou NV occultes (NVO)

#### Forme chronique
1. Dégénérescence maculaire liée à l'âge atrophique
2. Dystrophie pseudovitelliforme de l'adulte
3. Dystrophie maculaire réticulée
4. membrane épirétinienne (MER)
5. trou maculaire (TM)